# Sinraptor hepingensis
Sinraptor hepingensis es una especie dudosa del género extinto Sinraptor (lat. "rapaz chino") de dinosaurio terópodo metriacantosáurido que vivió a finales del período Jurásico, hace 161 millones de años, en el Oxfordiense, en lo que es hoy Asia. Holtz calcula que esta especie llegó a medir 8,8 metros de largo. En 2016, otros autores afirmaron que el holotipo, IVPP 10600, era un subadulto y estimaron el tamaño del probable espécimen adulto, el diente IVPP 15310 en 11,5 metros y 3,9 toneladas.

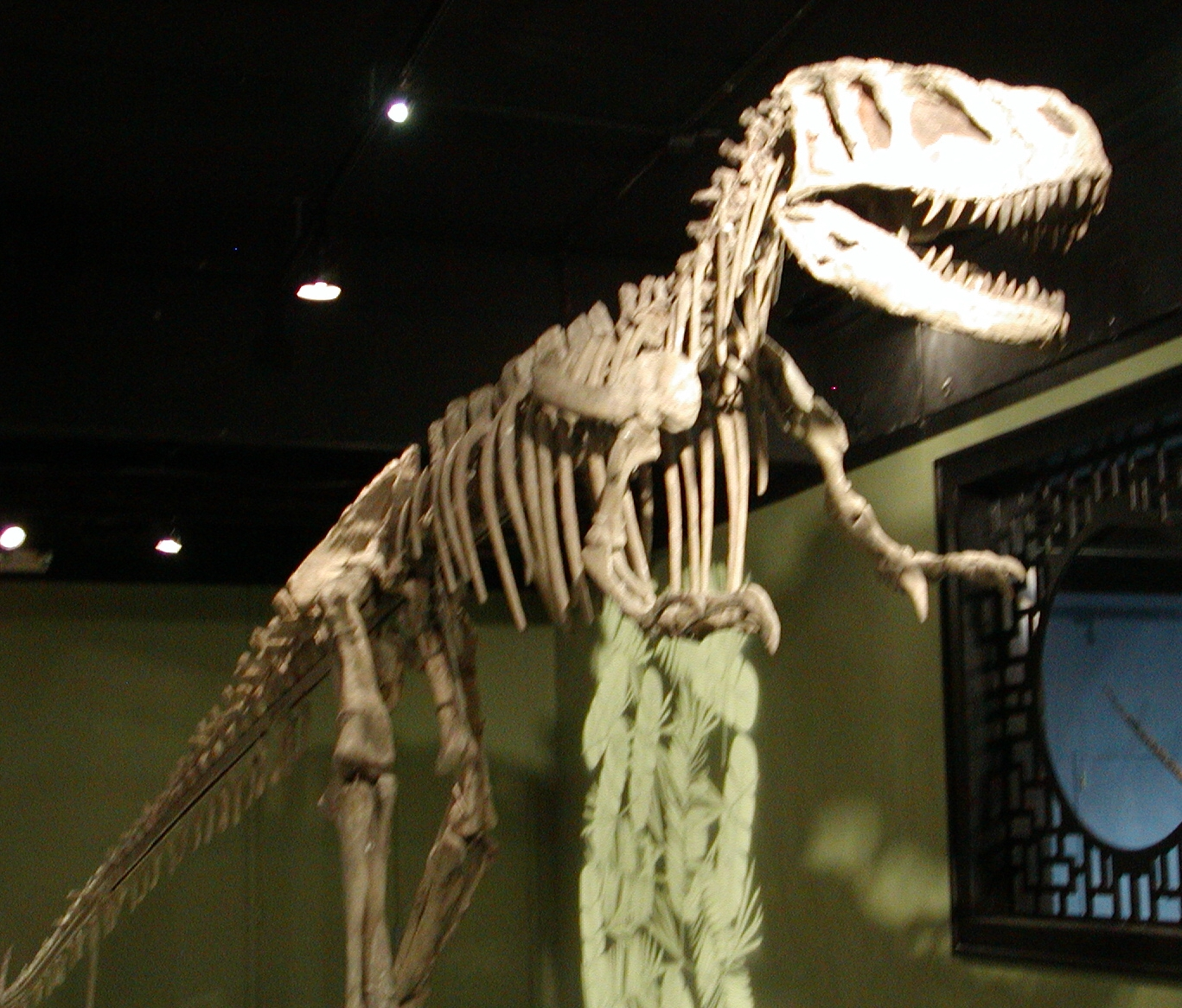
Esqueleto de S. hepingensis del Museo de Historia Natural de Beijing, en exhibición en el Museo de Ciencias de Miami.

S.hepingensis fue originalmente llamada Yangchuanosaurus hepingensis por Gao en 1992, pero actualmente se la considera una especie de Sinraptor. Aunque esta asignación es discutida, Sinraptor y Yangchuanosaurus son parientes muy cercanos y se los incluye junto a los dos en la familia Metriacanthosauridae. S. hepingensis fue encontrado en la Formación Shangshaximiao, Sichuan, China. El esqueleto de S. hepingensis, anteriormente conocido como Yangchuanosaurus, está en exhibición en el Museo de Dinosaurios de Zigong en Zigong, China.